# 北京銀行
北京银行股份有限公司 （简称北京银行，缩写：BOB，原名北京市商业银行、北京城市合作银行），是一家总部位于中国北京市的城市商业银行。在2017年《银行家》杂志发布的全球银行品牌500强排行榜中排名第62位。

## 历史沿革

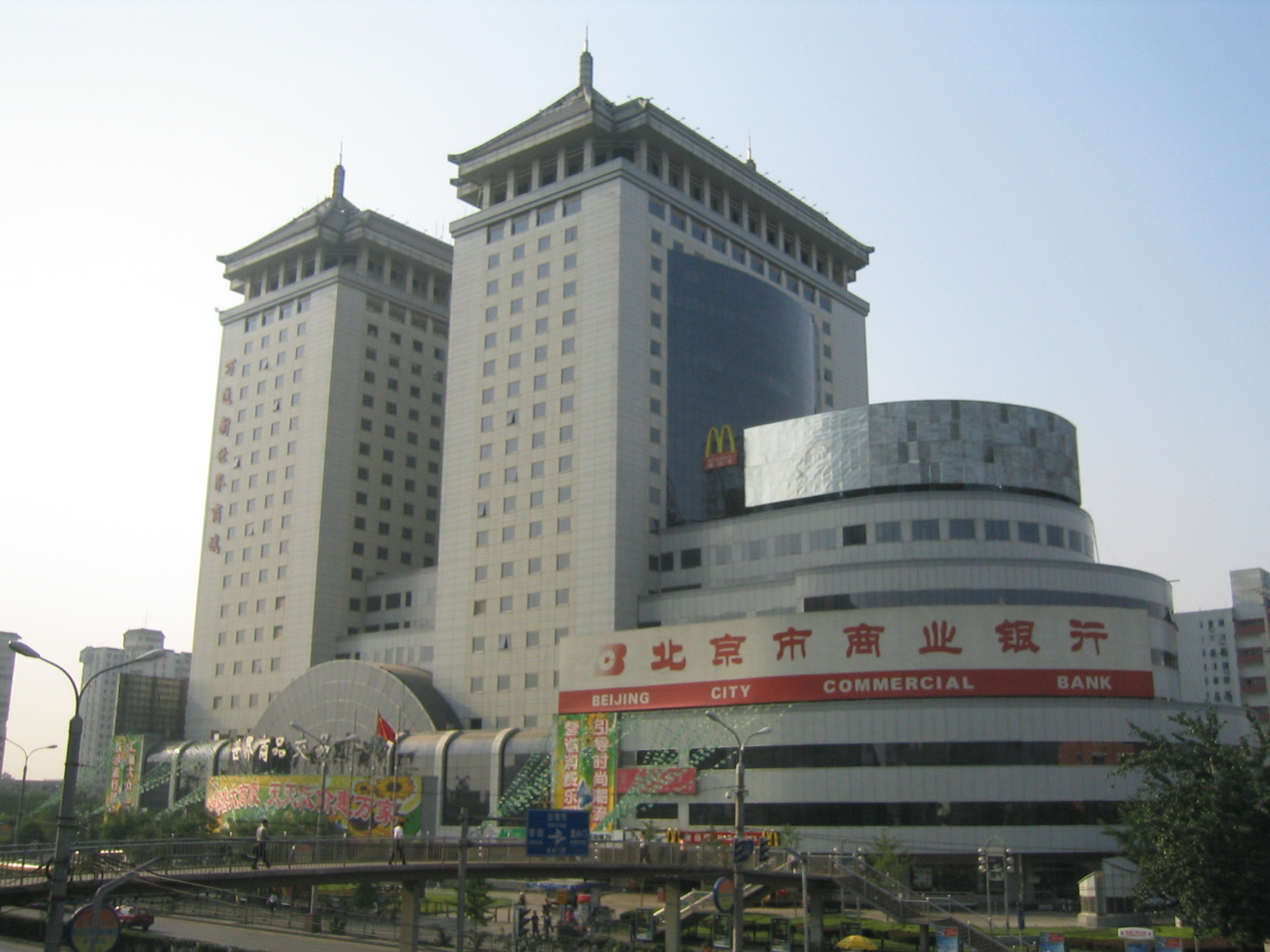
2004年6月，更名前的北京市商业银行（摄于阜成门）

- 1996年1月8日，在北京市原90家城市信用合作社基础上，成立北京城市合作银行股份有限公司（简称“北京城市合作银行”），注册地为北京市宣武区右安门内大街65号（现为北京银行右安门支行所在地）。
- 1998年6月6日，北京城市合作银行更名为北京市商业银行[2]。同年开始使用由刘炳森题写的隶书行名[3]。
- 2004年9月28日，经中国银监会批准[4]，北京市商业银行为实施跨区域发展战略[來源請求]，正式更名为北京银行，其文字标志则将此前刘体隶书行名中的“市商业”三字去掉。
- 2005年3月25日，荷兰国际集团出资17.8亿元入股北京银行。
- 2007年9月19日，北京银行在上海证券交易所上市。
- 2013年9月18日，北京银行宣布与荷兰国际集团合作推出北京银行直销银行，成为中国大陆第一家直销银行[5]。

## 业务发展

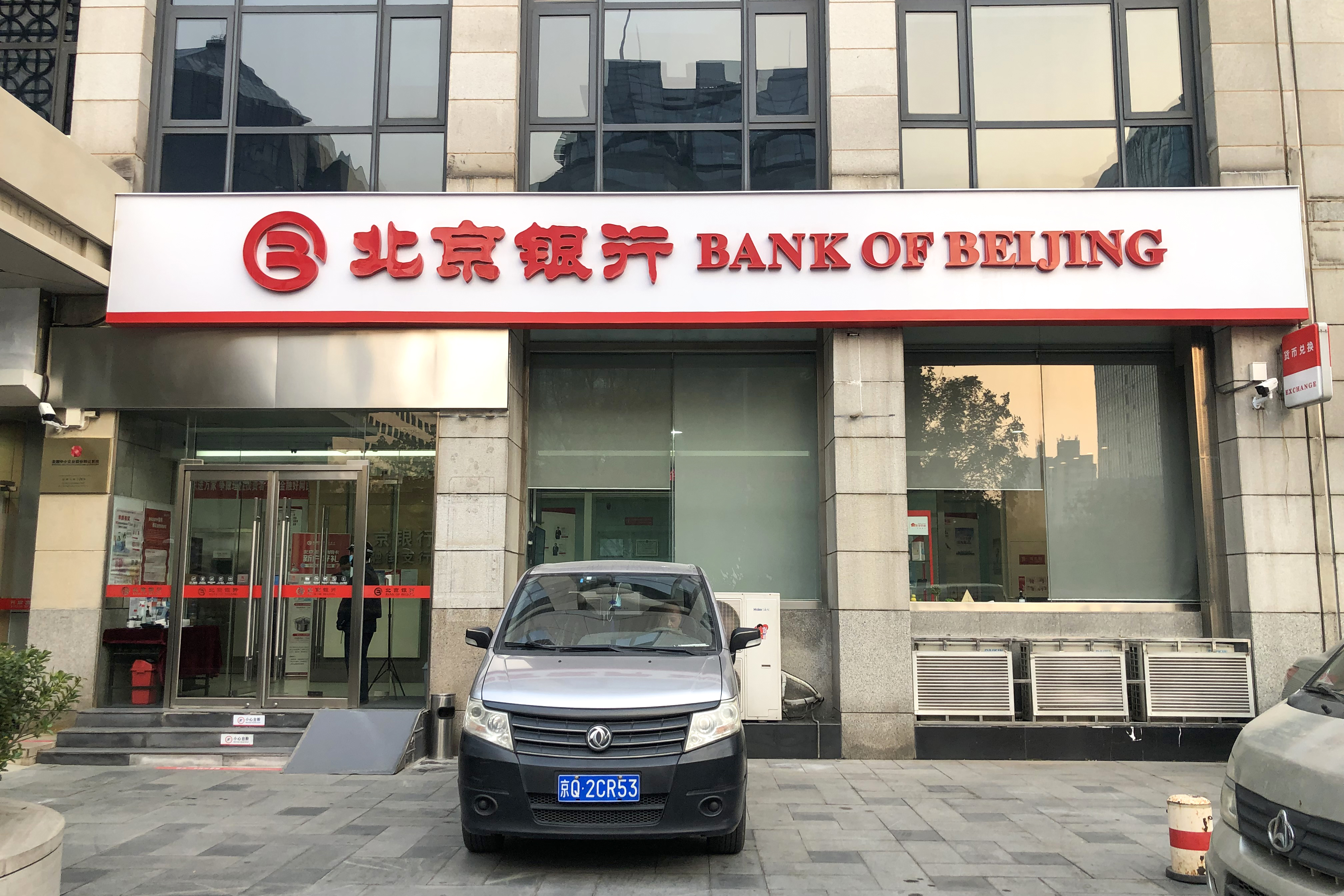
北京银行金融街支行

1997年10月，原中关村城市信用社爆发严重违法账外经营案件，金额高达239亿元，造成实际损失67亿元，查出该案时，多位高管遭受死亡威胁。当时的北京银行总资产不过200多亿元，时任董事长闫冰竹不得已决定将损失内部消化，一直到2008年，北京银行才彻底核销这块不良资产。从1998年起，北京银行通过差异化布局，在发展民生业务、投资科技产业、对接医保社保等方面不断争取客户。2010年，北京银行挂牌成立了国内首家文化创意产业金融服务特色机构，为文化创意企业不断提供资金支持。2015年，中国总理李克强称赞北京银行为“区域银行中做得最好的一家银行”。
目前，北京银行已在北京、天津、上海、西安、深圳、宁波、杭州、长沙、南京、济南、南昌、石家庄及乌鲁木齐等十余个中心城市以及香港、荷兰拥有550多家分支机构。
北京银行是中国首家成立消费金融子公司的银行。北银消费金融公司于2010年3月开业。

### “北京通•京医通”项目
该项目涵盖北京市26家三甲医院，通过网络上线“非急诊全面预约系统”，解决过去患者在看病时遇到的如排队漫长，挂号挂不上及缴费不便等琐碎问题。

## 十大股东
根据北京银行股份有限公司年报显示，截止2016年12月31日，其前十名股东持股情况为：
单位：股
| 序号 | 股东名称                                    | 期末持股数量  | 持股比例 | 股东性质 | 股份种类 |
| ---- | ------------------------------------------- | ------------- | -------- | -------- | -------- |
| 1    | ING BANK N.V.                               | 2,074,605,312 | 13.64%   | 外资     | A股      |
| 2    | 北京市国有资产经营有限责任公司              | 1,344,032,227 | 8.84%    | 国有     | A股      |
| 3    | 新华联控股有限公司                          | 1,285,160,685 | 8.45%    | 其他     | A股      |
| 4    | 北京能源集团有限责任公司                    | 771,808,954   | 5.08%    | 国有     | A股      |
| 5    | 中国证券金融股份有限公司                    | 658,294,533   | 4.33%    | 国有     | A股      |
| 6    | 中央汇金资产管理有限责任公司                | 262,906,200   | 1.73%    | 国有     | A股      |
| 7    | 华泰汽车集团有限公司                        | 238,022,696   | 1.57%    | 其他     | A股      |
| 8    | 银河期货有限公司－银河新华联1号资产管理计划 | 217,073,684   | 1.43%    | 其他     | A股      |
| 9    | 世纪金源投资集团有限公司                    | 196,981,632   | 1.30%    | 其他     | A股      |
| 10   | 北京联东投资（集团）有限公司                | 170,032,168   | 1.12%    | 其他     | A股      |